# Трухильо-и-Паэс, Диего де
Диего де Трухильо-и-Паэс или Диего де Трухильо (исп. Diego de Trujillo y Páez; ок. 1505, Трухильо, Испания — ок. 1574, Куско, Перу) — испанский конкистадор, принявший участие в конкисте Перу, составил 5 апреля 1571 года в Куско реляцию Доклад об обнаружении королевства Перу, где рассказывается о завоевании Империи инков. Участвовал в дележе сокровищ Атавальпы, и храма Пачакамак, оставил ряд важных сведений о социально-экономическом устройстве государства инков.

## Об авторе
Диего де Трухильо-и-Паэс родился в г. Трухильо (Эстремадура, Испания) приблизительно в 1505 году и принадлежал к благородной семье. Известно, что в 1529 году он был завербован в его родном городе его родственником Франсиско Писарро, только что подписавшего в Толедо с Императором Карлом V, контракт или Капитуляцию, для завоевания регионов Перу.

### Путь в Америку
Сначала он оказался в Севилье, потом в Сан-Лукар-де-Баррамеда, оттуда перебрался в январе 1530 года с оставшейся частью команды на остров Гомера на Канарских островах, откуда отплыл в Западные Индии, взяв путь на Санта-Марту и Пуэрто-де-Дьос, где они встретили Эрнандо Писарро, который привёл их в Панаму и на остров Жемчужин.
С этого пункта они отчалили до берегов Чоко на юге нынешней Колумбии и проследовали морем до залива Сан-Матео. Передвигаясь пешком и гребя на плотах, они прибыли на остров Пуна в конце 1531 года, ведя порой ожесточённые битвы с местными жителями. В марте 1532 года они оказались в Тумбес, собрали новости о политической и общественной жизни в Империи Инков — Тавантинсуйу, и основали в месте Тангарара первый город Южной Америки, названной Сан-Мигелем, нынешний г. Пьюра.

### Битва при Кахамарке и выкуп Атавальпы
В сентябре испанцы-конкистадоры начали восхождение в горы. Диего идёт в авангарде с Эрнандо де Сото. Они проходят через селение Кахас и встречаются с Атавальпой, предлагающего принять их на следующий день, 15 ноября, когда правителя инков захватят в плен. После этого Трухильо был сразу же послан в Пачакамак, он перенёс тяжёлую опасность в Пилькас и достиг столицы инков — Куско в ноябре 1533 года.

### Возвращение в Испанию
Обогатившись 3300 песо золота и 158 марками серебра, которые он получил как пехотинец причитающуюся ему долю при распределении сокровищ из выкупа Инки Атавальпы, и это состояние он увеличил последующими доходами, но принял решение возвратиться в родной город Трухильо (Испания) и с флотом Педро де Альварадо он вышел из Пачакамака в 1536 году и снова очутился в своём городе, пользуясь своим приличным состоянием в 31-летнем возрасте.

### Жизнь в Перу

#### Участие в гражданских войнах
В 1547 году, однако, влекомый, вероятно, воспоминаниями о южно-американских пейзажах или из-за обычной скуки, ощущаемой в родном его городе, где у него не было чем заняться, он возвратился в Америку. За время его отсутствия в Индиях умерли Диего де Альмагро и Франсиско Писарро, а также его брат Эрнандо Писарро поднял мятеж и вышел победителем в сражении у Аньякито, где погиб вице-король Бласко Нуньес Вела.
Трухильо объединился с Эрнандо Писарро, но в 1548 году, используя свои отличные боевые навыки, он перешёл во время сражения у Шакишагуана в войско посланника Короля Педро де ла Гаски, получив за это в виде премии 1200 песо.

#### Переход к мирной жизни
В 1553 году в Куско он участвовал вместе мятежником Франсиско Эрнандесом Хироном в восстании, больше из-за страха, чем из убеждений, но когда тот был побеждён, он проследовал в Куско, и даже получил репартимьенто с индейцами из Лари, которое было ему поручено. Он был одним из немногих оставшихся в живых завоевателей Перу, и как к таковому к нему отнесся со всем уважением вице-король Франсиско де Толедо, когда посетил эту столицу империи инков, предложив ему написать подробный доклад о завоевании Перу. В своём доме он даже воспитывал детей Атавальпы, будучи их опекуном.

#### Содействие инкам
В феврале 1572 года в Куско он посодействовал возрастанию властных полномочий Себастьяна Илакиты из рода Инков, чтобы тот поехал в Испанию защищать перед Советом Индий права малолетних сыновей Диего Илакиты, сына Атавальпы. Это вмешательство дало результат в виде королевской грамоты от 11 сентября 1573 года с признанием прав и предоставлением милости вышеизложенным несовершеннолетним наследникам.

### Смерть
Через непродолжительное время, отягощённый годами, наслаждаясь рентами и рассуждениями, он умер в Куско в семидесятилетнем возрасте, так как уже в 1575 его не было в живых.

## Доклад о завоевании Империи инков
В 1571 году он написал «Доклад об обнаружении королевства Перу». Этот Доклад очень важен, так как он содержит интересные детали, которые не встречаются в других историях о завоевании инкского мира. Его сведения о местах, ныне являющихся берегами Эквадора содержат уникальные и подробные детали, которые не найдёшь ни у Франсиско Лопес Хереса, ни у Педро Писарро, что делает его доклад одним из самых важных исторических источником для изучения прибытия испанцев на эквадорские берега. Есть и другие детали, придающие ему особенный характер, поскольку он также говорит, что первую женщину, проехавшую в Южную Америку, звали Хуана Эрнандес, и сообщает о существовании куриц белого цвета в поселении Санья, что оказывается крайне интересным, так как всегда считалось, что эти птицы не существовали в Южной Америке. Можно лишь предположить, что эти птицы оказались в тех краях, как следствие предыдущих походов испанцев к берегам Перу, ведь тот же Диего де Трухильо говорит, что два испанца даже остались жить в Тумбесе, когда Писарро отплыл в Панаму. Видимо, несколько птиц испанцы оставили с этими своими сотоварищами. Автор также сообщает о своеобразной беседе Эрнандо Писарро с Атавальпой и о событиях следующего дня на главной площади Кахамарки. Его сведения также перекликается с рассказом Педро Писарро, когда тот утверждает, что группа Эрнандо де Сото не подчинилась приказам губернатора и вошла в Куско без его разрешения.